# Magny-les-Hameaux
Magny-les-Hameaux és un municipi francès, situat al departament d'Yvelines i a la regió de Illa de França. L'any 2007 tenia 8.779 habitants.
Forma part del cantó de Maurepas, del districte de Rambouillet i de la Comunitat d'aglomeració Saint-Quentin-en-Yvelines.

## Demografia

### Població
El 2007 la població de fet de Magny-les-Hameaux era de 8.779 persones. Hi havia 3.073 famílies, de les quals 601 eren unipersonals (239 homes vivint sols i 362 dones vivint soles), 693 parelles sense fills, 1.466 parelles amb fills i 313 famílies monoparentals amb fills.
La població ha evolucionat segons el següent gràfic:
Habitants censats

### Habitatges
El 2007 hi havia 3.243 habitatges, 3.123 eren l'habitatge principal de la família, 17 eren segones residències i 103 estaven desocupats. 2.265 eren cases i 976 eren apartaments. Dels 3.123 habitatges principals, 1.881 estaven ocupats pels seus propietaris, 1.164 estaven llogats i ocupats pels llogaters i 78 estaven cedits a títol gratuït; 49 tenien una cambra, 188 en tenien dues, 477 en tenien tres, 897 en tenien quatre i 1.512 en tenien cinc o més. 2.632 habitatges disposaven pel capbaix d'una plaça de pàrquing. A 1.287 habitatges hi havia un automòbil i a 1.566 n'hi havia dos o més.

### Piràmide de població
La piràmide de població per edats i sexe el 2009 era:
| Homes | Edats   | Dones |
| ----- | ------- | ----- |
| 4     | 95 o +  | 0     |
| 4     | 90 a 94 | 20    |
| 28    | 85 a 89 | 28    |
| 24    | 80 a 84 | 20    |
| 40    | 75 a 79 | 56    |
| 56    | 70 a 74 | 64    |
| 72    | 65 a 69 | 116   |
| 204   | 60 a 64 | 120   |
| 192   | 55 a 59 | 236   |
| 352   | 50 a 54 | 384   |
| 404   | 45 a 49 | 372   |
| 380   | 40 a 44 | 408   |
| 300   | 35 a 39 | 376   |
| 284   | 30 a 34 | 300   |
| 341   | 25 a 29 | 260   |
| 307   | 20 a 24 | 272   |
| 276   | 15 a 19 | 300   |
| 416   | 10 a 14 | 456   |
| 392   | 5 a 9   | 384   |
| 296   | 0 a 4   | 240   |

## Economia
El 2007 la població en edat de treballar era de 6.037 persones, 4.526 eren actives i 1.511 eren inactives. De les 4.526 persones actives 4.202 estaven ocupades (2.169 homes i 2.033 dones) i 325 estaven aturades (177 homes i 148 dones). De les 1.511 persones inactives 439 estaven jubilades, 728 estaven estudiant i 344 estaven classificades com a «altres inactius».

### Ingressos
El 2009 a Magny-les-Hameaux hi havia 3.189 unitats fiscals que integraven 9.240,5 persones, la mediana anual d'ingressos fiscals per persona era de 25.162 €.

### Activitats econòmiques
Dels 341 establiments que hi havia el 2007, 4 eren d'empreses extractives, 2 d'empreses alimentàries, 2 d'empreses de fabricació de material elèctric, 15 d'empreses de fabricació d'altres productes industrials, 49 d'empreses de construcció, 67 d'empreses de comerç i reparació d'automòbils, 13 d'empreses de transport, 17 d'empreses d'hostatgeria i restauració, 21 d'empreses d'informació i comunicació, 13 d'empreses financeres, 10 d'empreses immobiliàries, 70 d'empreses de serveis, 40 d'entitats de l'administració pública i 18 d'empreses classificades com a «altres activitats de serveis».
Dels 65 establiments de servei als particulars que hi havia el 2009, 1 era una gendarmeria, 2 oficines de correu, 4 oficines bancàries, 1 taller de reparació d'automòbils i de material agrícola, 1 taller d'inspecció tècnica de vehicles, 1 autoescola, 10 paletes, 5 guixaires pintors, 1 fusteria, 6 lampisteries, 9 electricistes, 4 empreses de construcció, 4 perruqueries, 1 veterinari, 9 restaurants, 3 agències immobiliàries, 2 tintoreries i 1 saló de bellesa.
Dels 10 establiments comercials que hi havia el 2009, 1 era un hipermercat, 1 una botiga de més de 120 m², 2 fleques, 1 una peixateria, 2 botigues de roba i 3 floristeries.
L'any 2000 a Magny-les-Hameaux hi havia 7 explotacions agrícoles.

## Equipaments sanitaris i escolars
Els 3 equipaments sanitaris que hi havia el 2009 eren farmàcies.
El 2009 hi havia 5 escoles maternals i 6 escoles elementals. Magny-les-Hameaux disposava d'un col·legi d'educació secundària amb 496 alumnes.

## Poblacions més properes
El següent diagrama mostra les poblacions més properes.